# Баудонівія
Баудонівія (бл. 600) — черниця та агіограф у монастирі Святого Хреста в Пуатьє . Про неї відомо дуже мало. Вона написала біографію Радегунди — королеви, засновниці абатства Святого Хреста та відомої святої. Вчені помітили помітну різницю в перспективі між більш раннім життєписом, складеним Венанцієм Фортунатом, і життєписом, написаним монахинею з її власного монастиря.

## Історія

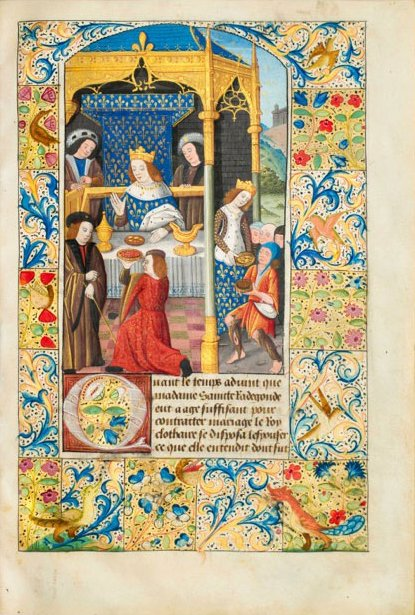
Ілюмінований рукопис Св. Радегунди, частково натхненний працею Баудонівія

Баудонівія написала свою Vita Radegundis, біографію франкської королеви Радегунди, засновниці абатства Святого Хреста на прохання інших черниць у Святому Хресті.
Баудовінія написала її десь між 599 і 614 роками в Шельському абатстві, використовуючи попереднє життєпис Венанція Фортуната та власні спогади молодої Радегунди. Свою роботу вона вважала схожою на половину диптиху . Баудонівія створила портрет побожної, але політично проникливої жінки, яка використовувала свою світську владу, щоб підтримувати монастир. Її творчість була охарактеризована як вірна картині Венанція Фортуната, але більш суттєво вплинула на ідеологію Цезарія Арльського Regula Virginum з чіткою метою забезпечити взірець святості для черниць свого покоління. Робота зосереджена на пізніх етапах життя Радегунди, коли Радегунда жила у монастирі поблизу Пуатьє. Книга також містить історії про чудеса, які приписуються заступництву Радегунди.

## Коментар
Вчені відзначають тематичні відмінності між біографіями Венанція Фортуната та Баудонівії. За словами професора Лінди Л. Кун, праця Фортунатуса підкреслює її аскетизм, тоді як Баудонівія підкреслює її роль проникливого політика, її адміністративні досягнення, її подорожі для збирання реліквій та, що найважливіше, її зусилля отримати фрагмент Животворного Хреста від візантійського імператора Юстина II.
Фортунат створив життєпис з позиції людини, яка особисто знала Радегунду, але Баудонівія представляла Радегунду як приклад для наслідування. Венанціо зосереджується на скромному житті Радегонди, яка присвятила себе турботі про бідних місцевих жителів, хворих на проказу та найбільш занедбаних. Ставши завзятою черницею, вона живе в стані святості. Баудовінія розповідає зовсім по-іншому, надаючи їй образ незламної жінки, яка також зберігає свою невичерпну енергію для відпочинку чи своїх досягнень в кулінарії та проводить свій час не лише в молитві та покуті, але й у інтенсивній політичній діяльності, на противагу життєпису Венанція.
В XI столітті абатиси монастиря Святого Хреста змушені були відстоювати своє право на існування, використовуючи символи та досягнення Радегунди, засновані на словах Баудонівії. Сама Баудонівія надихнула художників на створення вітражів і рукописів, які захищали абатство.